# جسر أرورا
يعد جسر أرورا ( يدعى رسميا بجسر ذكرى جورج واشنطن) أحد أنواع الجسور الكابولية [العربية] و الجملونية [العربية] و الذي ينقل الطريق السريع 99 (Washington State Route 99 [الإنجليزية]) ( شمال جادة أُرورا) إلى النهاية الغربية للبحيرة الواقعة في مدينة سياتل [العربية] و التي تدعى باسم ( ليك ينيون ( Lake Union [الإنجليزية]))، و يصل كذلك بين حي كوين آني 
( Queen Anne, Seattle [الإنجليزية]) و حي فريمونت ( Fremont, Seattle [الإنجليزية]). و يقع الجسر شرق مياه فريمونت كت ( Fremont Cut [الإنجليزية]) و الذي يمتد فوقها أيضا جسر فريمونت ( Fremont Bridge [الإنجليزية]).
يمثل طول الجسر 2945 قدما ( 898 مترا) و يشكل عرضه 70 قدما (21 مترا) و يصل ارتفاعه إلى 167 قدما (51 مترا) فوق مستوى سطح البحر، و تملكه إدارة ولاية واشنطن للمواصلات ( Washington State Department of Transportation [الإنجليزية]) و تقوم بتشغيله كذلك. و تم افتتاح الجسر في 22 من شهر فبراير عام 1932. تم إدراجه في السجل الوطني للأماكن التاريخية [العربية] ( السجل الوطني للأماكن التاريخية) في عام 1982. يشتهر الجسر بحالات الانتحار و قد استخدمته العديد من التقارير كدراسة حالة في عدة مجالات بين منع الانتحار و بين آثار الرعاية ما قبل دخول المستشفى لضحايا الجروح في الحوادث.
في عام 1998، تم إطلاق النار على سائق باص و قتله بينما كان يسوق فوق الجسر ،مما تسبب في اصطدام باصه وموت أحد ركابه. في 2015، لقي خمسة أشخاص مصرعهم وأصيب 50 آخرون بجروح حينما اصطدمت مركبة سياحية ( duck tour [الإنجليزية]) برمائية بباص رحلات ( حافلة )في الجسر و تضمن الحادث كذلك مركبتين صغيرتين.

## تصميمه

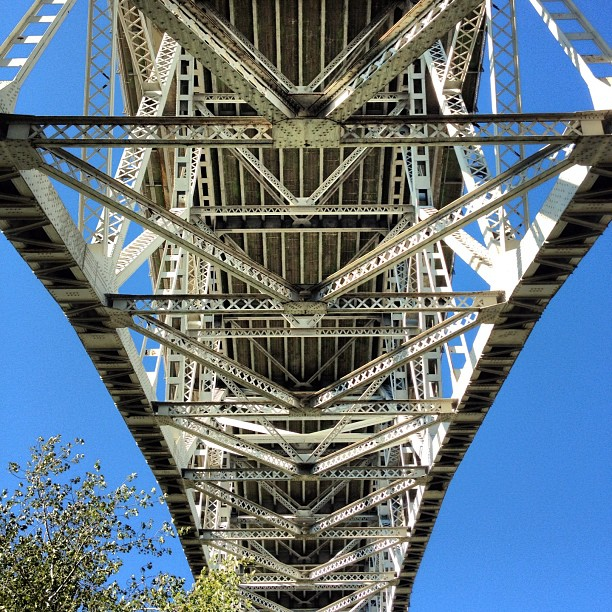
جسر أرورا

يمثل طول الجسر 2945 قدما ( 898 مترا) و يشكل عرضه 70 قدما (21 مترا) و يصل ارتفاعه إلى 167 قدما (51 مترا) فوق مستوى سطح البحر، و تملكه إدارة ولاية واشنطن للمواصلات و تقوم بتشغيله كذلك. يوجد دعامتان على شكل ( v ) تدعمان قاعدة الجسر و يبلغ طول كل منهما 325 قدما ( أي 99 مترا) و تم وضعهما على دعائم خرسانية ضخمة في الاتجاه المقابل للقناة التي تمر منها السفن حيث تشكلان العمودين الداعمين الأساسيين. و قد تم نقل 828 كومة من الاخشاب لوضع أساس للعمود الواقع في الجنوب و تم توصيل 684 كومة من الخشب للجانب الشمالي. و يتراوح طول هذه الاخشاب بين 110- 120 قدما ( 34- 37 مترا)، و الأخرى منها يتراوح طولها بين 50-55 قدما ( 15-17 مترا) تحت سطح البحر. يسند العمودان معا حمولة 8000 طنا. استلزم بناء هذين العمودين آلة دق الركائز ( pile driver [الإنجليزية] ) و التي تم تصميمها لتعمل تحت الماء.
يربط الباع المعلق ذو جملون وارن ( جسر جملوني ) و الذي يبلغ طوله 150 قدما( 46 مترا) بين الدعامتين في الوسط. يبلغ طول باع الجسر الرئيسي 475 قدما ( 145 مترا). يوجد باعات ذوات جملون وارن في كلتي نهايتي الجسر، و التي تربط بين الباعات المدعومة في الطريق السريع.

## تاريخه
بدأ العمل على دعامات الجسر في عام 1929، ثم تلا ذلك بعد فترة قصيرة بناء الجسر في عام 1931. و لقد تم تدشين الجسر في 22 من شهر فبراير عام 1932 كإهداء في الذكرى المئتين ليوم ميلاد جورج واشنطن [العربية] ( جورج واشنطن ) و قد تم فتحه لحركة المرور في اليوم نفسه.
وقد شكل الجسر الوصلة الاخيرة فيما كان يُعرَف بطريق المحيط الهادي السريع ( سُمِّيَ لاحقا بطريق الولايات المتحدة 99 ( U.S. Route 99 [الإنجليزية])) و الذي يصل بين كندا و المكسيك. و يقطع الجسر جزء بحيرة ينيون من قناة بحيرة واشنطن للسفن، وساعد ارتفاع جسر أوروا في عدم بناء جسر متحرك [العربية] ( جسر متحرك) كالذي بُني في غيره من الجسور عبر القناة. و لقد صوَّت مجلس مدينة سياتل على مشروع قرار لبناء نقاط وصل للطريق السريع خلال حديقة حيوانات وودلاند ( Woodland Park Zoo [الإنجليزية])، مما أثار جدلا ملحوظا في ذلك الوقت.
لقد صممه المكتب الهندسي في سياتل جاكوبس و أبور، حيث كان رالف أبور المهندس الرئيسي للمشروع. توفي أبور في أغسطس من عام 1931 نتيجة ل نزيف دماغي [العربية] بينما كان الجسر لا يزال تحت الإنشاء. و لم تكن برامج التمويل الاتحادية متاحة بعد، فلذلك قدمت إدارة سياتل ،و إدارة مقاطعة كينج ،وإدارة ولاية واشنطن الإعانة المالية لمتابعة بناء الجسر.
تم ترشيح الجسر ليتم تسجيله في السجل الوطني للأماكن التاريخية في الثاني من شهر يناير عام 1980، و ذلك بسبب مواصفات تصميمه الجمالية والعملية كذلك، و أيضا لصفته التاريخية كأول جسر في I-35W Mississippi River bridge I-35W Mississippi River bridge الذي يقع في مينيابوليس بتاريخ الأول من أغسطس سنة 2007، تم إعطاء أوامر لإدارة ولاية واشنطن للمواصلات بعمل فحوصات لكل الجسور الكابولية المعدنية و التي تم استخدام وصلات تقوية ( Gusset plate [الإنجليزية]) في تصميمها الموجودة في الولاية. و شملت الفحوصات جسر ذكرى جورج واشنطن. و لقد تم التصديق في وقت سابق على سلامة الجسر الهيكلية و عدم اكتشاف خِلل خطيرة فيه.
في عام 2007، صرَّحت قاعدة البيانات الوطنية للجسور ( National Bridge Inventory [الإنجليزية]) في إدارة الطرق السريعة الوطنية(Federal Highway Administration [الإنجليزية]) بأن الجسر قديم وظيفيا. و قد تم تقدير كفاءة الجسر بنسبة 55.2% و تم تقييمه ليكون أفضل من الحد الأدنى للصلاحية ليتحمل تركه في المكان كما هو. استوفيت أساسات الجسر و أسواره المعايير المقبولة و لم يستلزم الجسر اتخاذ إجراءات تصحيحية فورية لتحسينه.
و قد خضع جسر ذكرى جورج واشنطن لتعديلات واسعة ضد الزلازل بين الفترة من سنة 2011 إلى سنة 2012 و قد كلفت هذه التصليحات مبلغا و قدره 5,7 مليون دولار أمريكي.

### الحوادث و الوقائع
في 27 من نوفمبر عام 1998، لقي سائق الباص المفصلي ( Articulated bus) و الذي يدعى مارك ماكلفلن في مترو مقاطعة كينغ 
( King County Metro [الإنجليزية]) في الطريق السريع رقم 359 حتفه جراء إطلاق أحد الراكبين و الذي يسمى سيلاس كول النار عليه حين كان يسوق الباص عبر الجسر. ثم أطلق كول النار على نفسه حين انحرفت الحافلة إلى حارتين أخريتين من الشارع وسقطت قبالة الجانب الشرقي من الجسر على سطح مبنى سكني أدنى الجسر. توفي هيرمان ليبلت و الذي هو أحد الركاب على متن الحافلة في وقت لاحق متأثرا بجروح أصيب بها في الحادث.
و لقد تم تسيير قداس لماكلفلن في الثامن من ديسمبر من سنة 1998 في مدرج كيارينا في سياتل. و قد حضر القداس عدد من مسؤولي المقاطعة و الولاية و سائقي الترانزيت، وشمل هذا الحدث موكبا تَكَوَّن من ما يزيد على 80 باصًا وشاحنةً للمترو، ولقد ألغت إدارة المترو اسم الطريق رقم 359 و استبدلته بطريق 358 في فبراير من عام 1999، وكان ذلك ضمن إعادة هيكلة الخدمات في جادة أورورا. في الخامس عشر من فبراير سنة 2014، تم إلغاء طريق 358 و استبداله بخط طرق أي رابدرايد( RapidRide [الإنجليزية]).
لقد بلغت تكلفة التصليحات التي تم عملها في الجسر مبلغا وقدره 18000 دولارا أمريكيا وفقا للتقديرات التي صرحت بها إدارة ولاية واشنطن للمواصلات. و قد وصلت كلفة الدعاوى الطبية
( سبب دعوى) من الضحايا ضد مقاطعة كينج حوالي 2,3 مليون دولار.
في الرابع عشر من سمبتمبر من سنة 2015، قُتل خمسة أشخاص و جُرح خمسون آخرون في حادث تصادم لمركبة سياحية ( و هي مركبة تكون على شكل باص و قارب و تستطيع السير في الشارع أو المياه) مع باص رحلات في الجسر، و تضمن الحادث كذلك سيارتين صغيرتين. و كان كل ركاب باص الرحلات من الأجانب. و كان الطلاب جميعهم يدرسون في كلية شمال سياتل ( North Seattle College [الإنجليزية]) و كانوا ذاهبون في رحلة إلى ملعب سافكو للبيسبول ( Safeco Field) و ذلك كتعريف للطلاب الجدد. و ذكر أحد شهود العيان على الحادث أنه بدا و كأن الباص السياحي قد انحرف مساره في اتجاه الباص القادم، و ذلك بعد عبوره خط المنتصف. و أُلقيت بعض من التبعة على ضيق شارع الجسر و الذي يبلغ عرضه 57 قدما ( 17 مترا ) ، والذي يبلغ عرض حاراته 9,5 قدما ( 2,9 مترا )، و كذلك عدم وجود حواجز [العربية] في المنتصف ( حاجز نيوجيرسي ) لتفصل بين الاتجاهين في حركة المرور. و تم مناشدة الجهات المختصة لتقليل عدد الحارات المرورية و توسيع عرضها، على الرغم من إشارة التقارير الأولية أن خطئا ميكانيكيا في المحور الأمامي للباص السياحي قد يكون أحد أسباب الحادث.

## حالات الانتحار
و مما يجعل الجسر أحد الأماكن المشهورة للانتحار هو ارتفاعه و سهولة وصول المشاة [العربية] ( مشاة ) إليه. و شهد الجسر أكثر من 230 حالة انتحار منذ تأسيسه، و شمل 50 حالة وفاة في العقد ما بين عام 1995 و2005. حدثت أول حالة انتحار في يونيو من عام 1932 عندما قفز بائع أحذية من الجسر قبل انتهاء بناءه.
و قد كُتبَت العديد من التقارير عن ارتفاع معدلات الانتحار من الجسر، و استخدم كاتبو هذه التقارير الجسر كدراسة حالة في عدة مجالات جاء من ضمنها الحد من حالات الانتحار و تأثير العناية ما قبل دخول المستشفى للجرحى في الحوادث.
وعلى الرغم من قوة حالات التصادم، يبقى القافزون للانتحار على قيد الحياة أحيانا عند السقوط من الجسر، ولا يحدث ذلك دون إصابتهم بجروح خطيرة.
وقد أشارت إحدى مصادر الأخبار إلى جسر ذكرى جورج واشنطن كجسر الانتحار ( Suicide bridge [الإنجليزية] )، وفي ديسمبر 2006، تم تركيب ستة هواتف للطوارئ ( Emergency telephone [الإنجليزية] ) و ثمان عشر علامة على الجسر لحث الناس على طلب المساعدة بدلا من القفز. وفي أواخر عام 2006 قامت مجموعة من نشطاء المجتمع والقادة السياسيين الذين يعيشون بالقرب من الجسر بإنشاء مؤسسة أفراد فريمونت وموظفيها غير الربحية لتقليل حالات الانتحار (أصدقاء)، و وضعت نصب عينها كهدف أساسي تركيب حاجز انتحار على الجسر.
في عام 2007، خصصت محافظ واشنطن و التي تدعى كريستين غريغوري [العربية] ( كريستين غريغوري) 
1.4 مليون دولار في الموازنة التكميلية لبناء سياج لمنع الانتحار يبلغ ارتفاعه 8 أقدام (2.4 متر) و الذي يهدف إلى المساعدة في تقليل عدد حالات الانتحار من الجسر. بدأ بناء السياج في ربيع عام 2010 واكتمل في فبراير من عام 2011، وبلغت تكلفته الإجمالية مبلغا و قدره 4.8 مليون دولار أمريكي.

## وصلات خارجية
- Seattle FRIENDS